# Горно Драглище
Го̀рно Дра̀глище е село в Югозападна България. То се намира в община Разлог, област Благоевград. До 4 януари 1966 година името на селото е Горно Драглища.

## География
Село Горно Драглище се намира в планински район в подножието на Рила планина. Разположено е в северната част на Разложката котловина, на 13 км от град Разлог и на 10 км от град Банско. Селото е електрифицирано, водоснабдено, частично канализирано и асфалтирано.

## История

### Етимология
Според академик Иван Дуриданов етимологията на името Драглища е от първоначалния патроним на -ишти < -itji от личното име Драгол, Драгул с елизия на наудареното о или у. Станислав Роспонд извежда името от личното име *Драгъл, което според Дуриданов не е засвидетелствано. Йордан Заимов пък обяснява името Драглища от изчезнало лично име *Драгло = Драго + ло, но според Дуриданов такъв тип имена е чужд на славянската антропонимия.

### В Османската империя
Селото е споменато за пръв път в османски документ от 1576 година като Драглища-и баля в Разложката нахия.
Църквата „Въведение Богородично“ е от 1835 година.
Според „Етнография на вилаетите Адрианопол, Монастир и Салоника“, издадена в Константинопол в 1878 година и отразяваща статистиката на населението от 1873 г. в Горно Драглища (Gorne Draglischta) има 172 домакинства с 600 жители българи.
В 1891 година Георги Стрезов пише за селото:
| „ | Горно Драглища, чисто българско село 2 часа на СИ от Мехомия. Път неравен, каменист. През селото минува едноименен проток, който е от притоците на Мехомийската река. Каменисто и стръмно място; рядко гора. Жителите бедни, речи всички бягат по чужбина за щастие. Имат си църква, поддържат и училище с 1 учител и до 80 ученика. Къщите в Горно Драглища възлизат до 250, само български. | “ |

Към 1900 година според известната статистика на Васил Кънчов („Македония. Етнография и статистика“) населението на селото брои 1200 души, всичките българи-християни.
При избухването на Балканската война в 1912 година 20 души от Драглище (Горно и Долно) са доброволци в Македоно-одринското опълчение.

### В България
Преброяване на населението през 2011 г.
Численост и дял на етническите групи според преброяването на населението през 2011 г.:
|                     | Численост |
| Общо                | 944       |
| Българи             | 920       |
| Турци               | -         |
| Цигани              | -         |
| Други               | -         |
| Не се самоопределят | -         |
| Неотговорили        | 22        |

## Религии
Населението на Горно Драглище традиционно изповядва православното християнство. Има и евангелска Божия Църква, която датира от 1949 г.

## Културни и природни забележителности
Години наред Горно-Драглищени предлагали на община Белица да си построят ново училище. Но общината твърдо настоявала да се построи училище между двете села Горно и Долно Драглище за нуждите на двете села. Така и не се стигнало до консенсус. През 1939 – 1941 г. в село Горно Драглище се открива пълна прогимназия, която набирала ученици от трите села Горно Драглище, Долно Драглище и Добърско. За класни стаи били използвани помещения в къщите на Димитър Ил. Миков, Георги Пармаков, Иван Ръхов, които обаче били неудобни за тази цел. Това наложило да се започне подготовка за стоеж на ново училище. По инициативата на открития в селото през 1945 г. местен народен съвет (МНС) и партийна организация със секретар Петър Шакин през 1945/46 г. е изградена местна младежка бригада от средношколци и по-големи ученици от прогимназията. Бригадата работела безплатно, като единствено получавали безплатен обяд. МНС разпоредил да бъдат съборени къщите на Дине Дурев, Т. Попов, на чието място започнало строителството на новото училище. През април 1950 г. учебните занятия в училището започнали. Първият директор бил Димитър Граматиков от Сандански. Училището разполага с 9 класни стаи, една стая за детска градина, канцелария за учителите, директова и 4 сервизни помещения, също така кухненски блок и столова за хранене, физкултурен салон с необходимите уреди за спортуване.

## Личности
Родени в Горно Драглище
- Георги Топалов (1893 – 1944), български комунист, партизанин
- Димитър Захариев, роден в Горно или Долно Драглище, учител в Мечкул и Разлог (1873, 1878 – ?), заточен заради заговор през 1883 година[11]
- Димитър Петров Ядков (1927 – 2022), генерален директор на „Булгартабак“ (1972 – 1991), герой на социалистическия труд, вицепрезидент на световната тютюнева организация CORESTA (1978).
- Иван Христов Ядков – Станоев, ръководител на селския комитет на ВМРО към 1923 година[12]
- Костадин Любинов (1825 - 1898), български духовник и революционер
- Кръстьо Ковачев (около 1840 – 1926), български просветен деец
- Кръстьо Михайлов, български революционер, деец на ВМОРО от Горно или Долно Драглища, загинал преди 1918 г.[13]
- Никола Паунов (р. 1927), български офицер, професор, генерал-майор
- Стоян Попов Серафимов, български учител в Демирджилер след 1860 година[14]
- Тодор Пармаков, български хайдутин и революционер
- Цветко Дрончилов (1841 – 1929), български революционер

Родени в Горно Драглище
- Крум Дрончилов (1889 – 1925), български географ, по произход от Горно Драглища